# چگا سفلی
چگا سفلی یا تل باستانی چگا سفلی از آثار ملی ایران است که در دشت زهره در جنوب شرقی خوزستان و به فاصله اندکی از خلیج‌فارس قرار دارد. این محوطه باستانی در دهه ۱۹۷۰ میلادی توسط هیاتی به سرپرستی «هانس نیسن» از مؤسسهٔ شرق‌شناسی دانشگاه شیکاگو شناسایی شد و درسال ۱۳۸۸ به شماره ۲۸۸۲۲ در فهرست آثار ملی به ثبت رسیده‌است.این تل یک مکان آیینی بسیار مهم است که تاریخش به هزاره‌های کهن پیش از میلاد مسیح بازمی‌گردد نقوش سفال‌های بدست آمده از گورها از سنتی حکایت دارد که ریشه در فرهنگ‌های کهن ساکن در دشت‌های جنوب و جنوب غربی ایران دارد. چگا سفلی یکی از محوطه‌های تاریخی نامزد ثبت جهانی است. برنامه تعیین عرصه محوطه چگاسفلی در دو مرحله پیش میدانی و میدانی انجام شده و در حین این عملیات گورهای ۷هزار ساله هشت‌گانه کشف شد که نشان دهنده سنت منحصر به فرد تدفین در این منطقه است و نظیر آن در هیچ مکان دیگری پیدا نشده‌است. کاوش‌های چگاسفلی تعلق خلیج فارس به ایرانی‌ها را به ۶ هزار سال پیش برد. این کاوش‌ها سرنخ‌هایی به باستان‌شناسان داد که نشان می‌دهد ایرانی‌ها در ۲۰ کیلومتری خلیج‌فارس چگونه در هزاره‌های بعد روی تمدن‌های منطقه در بین‌النهرین تأثیر گذاشته‌اند.

## موقعیت
این محوطهٔ باستانی دردر دشت «زیدون» و در حاشیه جنوبی رودخانه زهره شهرستان بهبهان در استان خوزستان جای دارد و یکی از وسیع‌ترین محوطه‌های پیش از تاریخی در جنوب غربی ایران است که متعلق به دوران ۴۷۰۰ تا ۳۸۰۰ پیش از میلاد است.

## وضعیت
در حال حاضر، محوطه کلیدی و عظیم تل چگا سفلی به شدت در معرض خطرات طبیعی و انسانی است. روستایی به همین نام از زمان تقسیمات اراضی در دهه ۱۳۴۰ بر روی ویرانه‌های باستانی تل چگا سفلی شکل گرفته‌است. جریان‌های فصلی و سیلاب‌های گاه و بیگاه آبکندها و دره‌هایی را پدیدآورده که گورستان باستانی تل‌چگا را به شدت تهدید می‌کند.
در سال ۹۹ برای ایجاد مسیری ۱۰۰ متری خیابانی که از وسط روستا می‌گذرد به عمق حدود ۴۰ سانتی‌متر به منظور جدول کشی کنده شده‌است. باتوجه به آنکه روستا در عرصهٔ تپه وجود دارد، می‌توان گفت محدوده بزرگی از عرصهٔ تپه باستانی از بین رفته‌است. دخل و تصرف‌های صورت گرفته در محوطه، ساخت خانه‌های روستایی، ایجاد کارخانه سنگ‌شکن، وجود منبع بتنی آب، قرارگیری محل شستشوی احشام، ساخت زمین فوتبال، تسطیح بخش میانی محوطه، گورستان اطفال، ایجاد دیوار، مرزبندی مالکان، تسطیح و شخم‌زنی، انباشت نخاله و زباله، ساخت‌وساز و رفت و آمد ماشین‌آلات از عوامل آسیب رسان به این محوطه تاریخی است.

## بخش‌ها

#### گورستان
گورستان از نظر ساختمان و دوره متنوع است و تقریباً همه گورهای آن در یک جهت جغرافیایی و با ظرافت خاصی ساخته شده‌اند. دریافت‌های اولیه باستان‌شناسان نشان می‌دهد که سنت تدفین در تل چگاسفلی واقع در جنوب غربی ایران منحصر به فرد بوده و نظیر آن در هیچ مکان دیگری پیدا نشده‌است. پیرامون محوطه تل چگا ناحیه‌ای قرار دارد که ساکنان باستانی محوطه مردگان خود را در آنجا به خاک سپرده‌اند. مصالح بکار رفته در گورها متنوع است؛ گورهایی که با آجر ساخته شده‌اند و از نظر شکلی بسیار دقیق‌اند، گورهایی که از سنگ‌تراش‌خورده ساخته شده‌اند، گورهایی که با خشت خام ساخته شده‌اند، گورهایی که دارای دیواره‌های جانبی چینه‌ای هستند و در نهایت گورهایی که ساختار معمارانه ندارند و چاله‌ای هستند.

#### سنگ‌افراشته‌ها
در بخش جنوبیِ کارگاه، در لایهٔ سوم، تجمع سنگ‌افراشته‌ها قرار دارد. این سنگ‌ها عامدانه روی هم نهاده شده‌است. تمامی سنگ‌های افراشته به منظور اهدا به “سکوی هدایاً در این نقطه نهاده شده‌است. مطالعهٔ اولیه شواهدی دال برافراشته بودن تخته سنگ‌ها، پیش از نهاده شدن در جوار سکوی خشتی چینه‌ای دارد. سنگ افراشته‌ها در دو ردیف روی هم در این مستطیل چیده شده‌اند. سنگ افراشته‌های ردیف بالایی نسبت به ردیف پایین سالم‌تر هستند و در ردیف زیرین به دلیل فشار زیاد، اکثر سنگ‌ها شکسته شده‌است. بیشتر سنگ افراشته‌ها باتوجه به جنس ماسه سنگی آن‌ها، ورقه‌ورقه شده و شکسته‌اند. سنگ‌های ردیف پایین در جهت شرقی غربی چیده شده‌اند. طوری که در تمامی آن‌ها سر به طرف غرب و ته سنگ به طرف شرق است. بین سنگ‌ها ملاط گل وجود دارد. در هنگام کاوش به هر سنگ شماره‌ای جداگانه داده شد.
در مجموع ۷۳ سنگ افراشته سالم و شکسته، در ابعاد کوچک و بزرگ در کاووش‌ها به دست آمده‌است. ارتفاع بلندترین تخته سنگ ۸۱ سانتیمتر و کوتاه‌ترین ۵/ ۳۲ سانتیمتر است. بیشترین حجم سنگ‌های افراشته از جنس ماسه سنگ است و به دلیل خاصیت ماسه‌ای و تأثیرات هوازدگی و فشار حجم نهشته‌های لایه‌های بالایی، بیشتر آنها شکسته یا ورقه‌ورقه شده‌است. سنگ‌ها به شکل کله‌قندی هستند و به این شکل تراشیده شده‌اند. نقش‌ها عبارتند از: نقوش بز؛ چشم‌های بیضی و دایره‌ای شکل؛ علامت‌های مختلف که خطوطی عمود برهم هستند؛ دایره‌هایی که می‌تواند تداعی‌کننده چشمان انسانی این سنگ‌ها باشد و شمایلی از انسان. تاکنون در هیچ‌یک از محوطه‌های دورهٔ روستانشینی ایران سنگ‌های افراشته به نحوی که در چگاسفلی به دست آمده‌است، یافت نشده‌است.

## نامزد ثبت جهانی
چگا سفلی یکی از محوطه‌های تاریخی نامزد ثبت جهانی است. منطقه تاریخی تل چگاه سفلی یکی از وسیع‌ترین و مهم‌ترین زیستگاه انسان پیش از تاریخی در دشت زهره به عنوان نقطه کانونی پروژه در نظر گرفته شده‌است.

### برای مطالعهٔ بیشتر
- نیایشگاه تل چگاسفلی: کاوش‌های فصل سوم (زمستان ۱۳۹۷)، عباس مقدم
- پروژه پیش از تاریخ زهره: کاوش‌های باستان‌شناسی در گورستان تل چگاسفلی فصل نخست (زمستان۱۳۹۴)، عباس مقدم